# Суєркулов Абди Суєркулович
Абди Суєркулович Суєркулов (25 грудня 1912, село Торкент Ошського повіту Семиріченської області, тепер Токтогульського району Джалал-Абадської області, Киргизстан — 10 жовтня 1992, місто Киргизстан Киргизстан) — киргизький радянський партійний діяч, голова Ради міністрів Киргизької РСР у 1950—1958 роках. Депутат Верховної ради СРСР 3—5-го скликань.

## Життєпис
Народився в бідній селянській родині. З 1926 по березень 1927 року виховувався в Джалал-Абадському дитячому будинку.
З березня 1927 по квітень 1930 року навчався у трирічній фрунзенській школі конторського й торгового учеництва. У квітні — вересні 1930 року — слухач Курсів з підготовки до вищого навчального закладу в місті Ташкенті. З вересня 1930 по січень 1931 року навчався в Московському інституті споживчої кооперації (народного господарства) імені Плеханова.
Від січня 1931 по вересень 1933 року — голова Кетмен-Тюбинської районної Спілки споживчих товариств Киргизької АРСР. 
З вересня 1933 по липень 1937 року був завідувачем Кетмен-Тюбинського, Наукатського, Таласького районних фінансових відділів Киргизької АРСР.
У липні 1937 — вересні 1938 року — начальник податкового управління Народного комісаріату фінансів Киргизької РСР.
З вересня 1938 по травень 1939 року працював головою колгоспу в Кетмен-Тюбинському районі Киргизької РСР. У травні — червні 1939 року — завідувач Кетмен-Тюбинського районного земельного відділу Джалал-Абадського округу.
У червні — жовтні 1939 року — голова виконавчого комітету Кетмен-Тюбинської районної ради депутатів трудящих Джалал-Абадського округу.
У жовтні 1939 — червні 1941 року — завідувач Джалал-Абадського окружного (обласного) фінансового відділу.
Член ВКП(б) від 1940 року.
У червні 1941 — жовтні 1942 року — голова виконавчого комітету Джалал-Абадської обласної ради депутатів трудящих.
Від 1942 (офіційно 16 січня 1943) по 16 листопада 1944 року — секретар ЦК КП(б) Киргизії з пропаганди та агітації.
У вересні 1944 — вересні 1946 року навчався у Вищій партійній школі при ЦК ВКП(б) у Москві.
19 вересня 1946 — 10 лютого 1949 року — 3-й секретар ЦК КП(б) Киргизії. Від 15 березня 1947 по 10 липня 1950 року також очолював Верховну раду Киргизької РСР.
14 лютого 1949 — 7 липня 1950 року — 2-й секретар ЦК КП(б) Киргизії.
10 липня 1950 — 6 березня 1958 року — голова Ради міністрів Киргизької РСР.
Від квітня 1958 по лютий 1959 року був слухачем курсів перепідготовки кадрів при ЦК КПРС.
Після цього впродовж десяти років (лютий 1959 — 28 липня 1969) обіймав посаду міністра торгівлі Киргизької РСР.
У липні 1969 року вийшов на пенсію, отримав статус персонального пенсіонера союзного значення.
У 1971—1978 роках — директор Виставки досягнень народного господарства Киргизької РСР.
Помер 10 жовтня 1992 року в місті Бішкеку.

## Нагороди
- два ордени Леніна
- два ордени Трудового Червоного Прапора
- медаль «За доблесну працю у Великій Вітчизняній війні 1941—1945 рр.»
- медалі